# Табити, Эндрю
Омотунде Эндрю Табити (англ. Omotunde Andrew Tabiti; род. 20 сентября 1989, Чикаго, Иллинойс, США) — американский боксёр-профессионал, выступающий в первом тяжёлом весе, тяжёлом весе и бриджервейте. Среди профессионалов бывший претендент на титул чемпиона мира по версии IBF (2019), чемпион Северной Америки по версии NABF (2016—2019) и чемпион США по версии IBF USBA (2017—2019) в 1-м тяжёлом весе.
Среди профессионалов действующий чемпион WBC Africa в бриджервейте (2025—н.в.). 
Лучшая позиция по рейтингу BoxRec — 15-я (март 2025). По рейтингам основных международных боксёрских организаций занимает: 1-ю строку рейтинга WBC, 5-ю строчку рейтинга WBA  — входя в ТОП лучших боксёров бриджервейта.

## Профессиональная карьера
Эндрю Табити дебютировал на профессиональном ринге 19 июля 2013 года победив техническим нокаутом своего соотечественника Эндрю Хоука (0-1).
13 мая 2016 года победил единогласным судейским решением пуэрто-риканского боксёра Кита Тапиа (17-0) и выиграл титул чемпиона Северной Америки в 1-м тяжёлом весе по версии NABF.
24 февраля 2017 года защитил титул чемпиона по версии NABF победив Квантиса Грейвса (11-0-2). 26 августа того же года победив единогласным судейским решением бывшего чемпиона мира по версии IBF Стива Каннингейма (29-8-1) и добавил к имеющимся и себя титулу, вакантный титул чемпиона США по версии IBF USBA в 1-м тяжёлом весе.
В 2018 — 2019 годах принимал участие во 2-м сезоне Всемирной боксёрской супер серии. И 13 октября 2018 года в четвертьфинале 2-го сезона Всемирной боксёрской супер серии, в бою за статус обязательного претендента на титул чемпиона мира по версии IBF в 1-м тяжёлом весе победил единогласным решением судей (счёт: 116—111, 115—112, 114—113) небитого россиянина Руслана Файфера (23-0).
Но затем 15 июня 2019 года состоялись полуфинальный поединок турнира между бывшим чемпионом мира по версии WBA кубинцем Юниэлем Дортикосом (23-1) и Эндрю Табити за вакантный титул чемпиона мира по версии IBF. Поединок проходил с переменным успехом и завершился досрочной победой Дортикоса нокаутом в 10-м раунде.
11 декабря 2021 года вернулся на ринг победив  досрочно (КО 5) Митча Уильямса (16-8-3), затем провел еще два боя в 2022 году победив досрочно Шамариана Снайдера (10-2-1) и небитого Джеймса Уилсона (7-0-1) в рамках супертяжелого веса.

#### Бой с Джастису Хани
28 октября 2023 в Канкуне (Мексика) проиграл бой в супертяжелом весе австралийскому проспекту Джастису Хани (7-0, 4 КО). Более молодой и тяжелый австралиец был более активен и имел солидное преимущество в джебе за счет чего контролировал дистанцию. По итогам десяти раундов судьи выставили счет: 100-90, 98-92 — дважды.

#### Бой с Джуниором Райтом
Вернулся после поражения 27 апреля 2024 в Филадельфии (США). В соперниках был крепкий Джуниор Райт (20-6-1, 17 КО) бывший претендент на титул WBA  в первом тяжелом весе. Бой получился скоротечным - Табити метко попал правым прямым нокаутировав Райта. Это был главный бой вечера.

#### Бой с Джейкобом Диксоном
13 июня 2025 года в Аккре (Гана) выступит в главном событии вечера организованного Амиром Ханом (AK Promotions). Соперником выступил местный ганский боксер полутяжеловес Джейкоб Диксон (14-0, 13 КО). Табити сразу завладел инициативой и отправил соперника на пол первым же апперкотом. Соперник еще раз оказался в нокдауне в 3-м раунде. Развязка наступила в середине четвертого раунда, когда Табити отправил Диксона в третий нокдаун за вечер, после чего рефери остановил поединок. Вместе с победой Табити получил пояса чемпиона Африки по версии WBC.

## Статистика профессиональных боёв
В таблице перечислены результаты всех поединков боксёров.
В каждой строке указан результат поединка. Дополнительно номер поединка обозначен цветом, который обозначает итог поединка. Расшифровка обозначений и цветов представлена в нижеследующей таблице.
| Пример | Расшифровка                     |
| ------ | ------------------------------- |
|        | Победа                          |
|        | Ничья                           |
|        | Поражение                       |
|        | Планируемый поединок            |
|        | Поединок признан несостоявшимся |
| КО     | Нокаут                          |
| ТКО    | Технический нокаут              |
| PTS    | Решение судей (по очкам)        |
| UD     | Единогласное решение судей      |
| MD     | Решение большинства судей       |
| SD     | Раздельное решение судей        |
| RTD    | Отказ от продолжения боя        |
| DQ     | Дисквалификация                 |
| NC     | Поединок признан несостоявшимся |

| 24 поединка, 22 победы (18 нокаутом), 2 поражения.         | 24 поединка, 22 победы (18 нокаутом), 2 поражения. | 24 поединка, 22 победы (18 нокаутом), 2 поражения. | 24 поединка, 22 победы (18 нокаутом), 2 поражения. | 24 поединка, 22 победы (18 нокаутом), 2 поражения.             | 24 поединка, 22 победы (18 нокаутом), 2 поражения. | 24 поединка, 22 победы (18 нокаутом), 2 поражения. |
| Бой                                                        | Рекорд                                             | Дата боя                                           | Соперник                                           | Место проведения боя                                           | Результат                                          | Дополнительно |
| ---------------------------------------------------------- | -------------------------------------------------- | -------------------------------------------------- | -------------------------------------------------- | -------------------------------------------------------------- | -------------------------------------------------- | --- |
| 23                                                         | 21-2                                               | 27 апреля 2024                                     | Энтони Райт (20-5-1)                               | Liacouras Center, Филадельфия, Пенсильвания, США               | KO 1 (10), 2:29                                    | |
| 22                                                         | 20-2                                               | 28 октября 2023                                    | Джастис Хани (7-0)                                 | Poliforum Benito Juarez, Канкун, Кинтана-Роо, Мексика          | UD 10                                              | Счёт судей: 90-100, 92-98 (дважды). |
| 21                                                         | 20-1                                               | 20 августа 2022                                    | Джеймс Уилсон (7-0-1)                              | Jeddah Superdome, Джидда, Саудовская Аравия                    | RTD 5 (8), 3:00                                    | |
| Перешёл в тяжёлый вес — свыше 90,72 кг (свыше 200 фунтов). |                                                    |                                                    |                                                    |                                                                |                                                    | |
| 20                                                         | 19-1                                               | 21 мая 2022                                        | Шамариан Снайдер (10-2-1)                          | Davies Boxing and Fitness, Сан-Антонио, Техас, США             | TKO 2 (10), 1:33                                   | |
| 19                                                         | 18-1                                               | 11 декабря 2021                                    | Митч Уильямс (16-8-3)                              | Дигнити Хелс Спортс Парк, Карсон, Калифорния, США              | KO 5 (10), 1:20                                    | |
| 18                                                         | 17-1                                               | 15 июня 2019                                       | Юниэль Дортикос (23-1)                             | Арена Рига, Рига, Латвия                                       | KO 10 (12), 2:33                                   | Бой за вакантный титул чемпиона мира по версии IBF. Полуфинал турнира WBSS 2.                                                                                          |
| 17                                                         | 17-0                                               | 13 октября 2018                                    | Руслан Файфер (23-0)                               | Екатеринбург-Экспо, Екатеринбург, Свердловская область, Россия | UD 12                                              | Счёт: 116-111, 115-112, 114-113. Завоевал статус обязательного претендента на титул чемпиона мира по версии IBF в 1-м тяжёлом весе. Четвертьфинал WBSS 2.              |
| 16                                                         | 16-0                                               | 11 мая 2018                                        | Латиф Кайоде (21-2)                                | Sam's Town Hotel & Gambling Hall, Лас-Вегас, Невада, США       | KO 6 (10), 2:05                                    | |
| 15                                                         | 15-0                                               | 26 августа 2017                                    | Стив Каннингем (29-8-1)                            | T-Mobile Arena, Лас-Вегас, Невада, США                         | UD 10                                              | Счёт: 100-90, 97-93 (дважды). Завоевал вакантный титул чемпиона США по версии IBF USBA и защитил титул чемпиона по версии NABF (2-я защита Табити) в 1-м тяжёлом весе. |
| 14                                                         | 14-0                                               | 24 февраля 2017                                    | Квантис Грейвс (11-0-2)                            | Pechanga Resort & Casino, Темекьюла, Калифорния, США           | RTD 6 (10), 3:00                                   | Защитил титул чемпиона по версии NABF (1-я защита Табити) в 1-м тяжёлом весе.                                                                                          |
| 13                                                         | 13-0                                               | 13 мая 2016                                        | Кит Тапия (17-0)                                   | Sam's Town Hotel & Gambling Hall, Лас-Вегас, Невада, США       | UD 10                                              | Счёт: 99-90, 97-92 (дважды). Завоевал вакантный титул чемпиона по версии NABF в 1-м тяжёлом весе.                                                                      |
| Бои в первом тяжёлом весе — до 90,72 кг (до 200 фунтов).   |                                                    |                                                    |                                                    |                                                                |                                                    | |
| Бой                                                        | Рекорд                                             | Дата боя                                           | Соперник                                           | Место проведения боя                                           | Результат                                          | Дополнительно |